# Johann Konrad Nänny

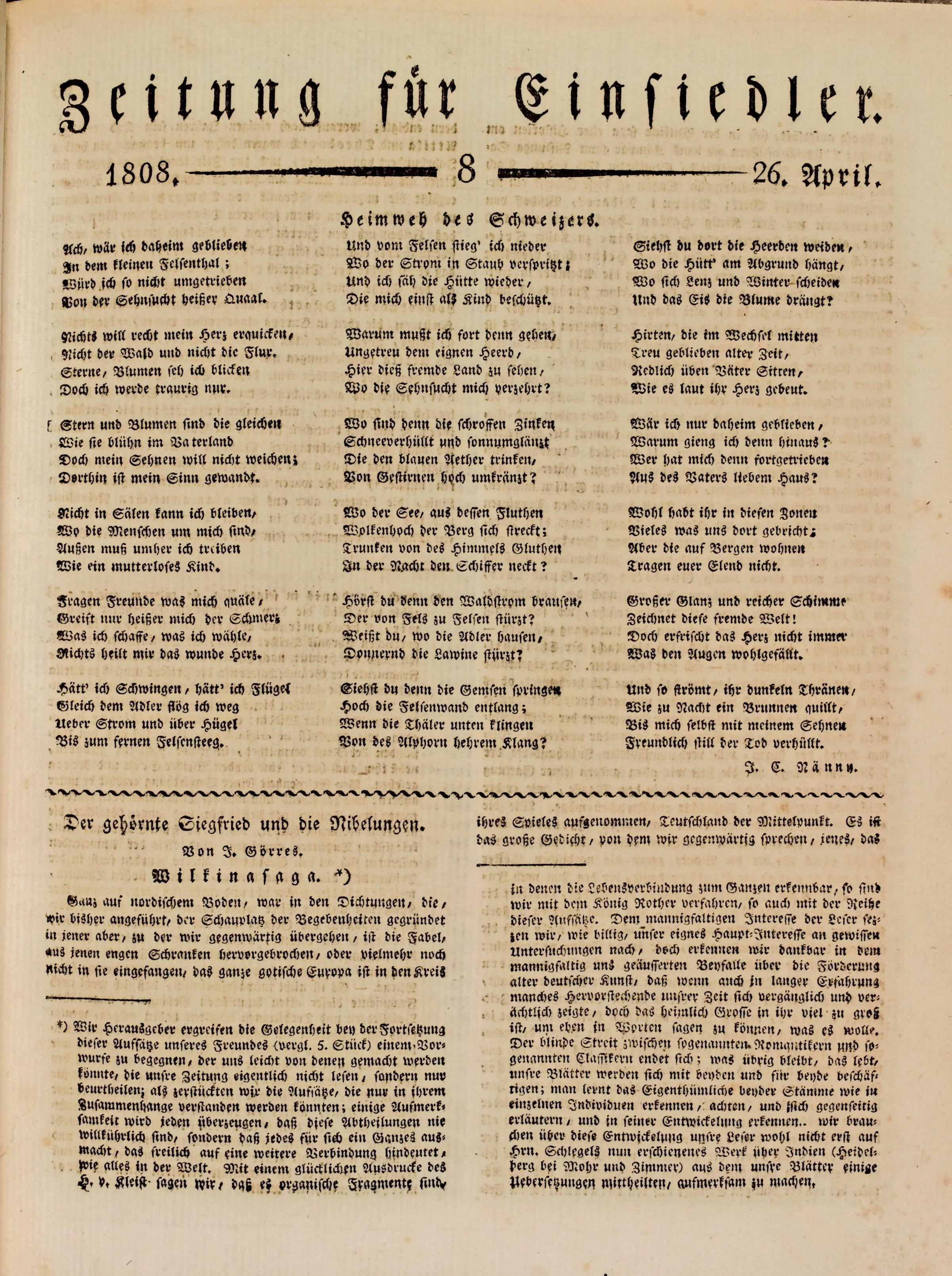
Nänny: «Heimweh des Schweizers»

Johann Konrad Nänny (* 24. September 1783 in Herisau, Schweizer Kanton Appenzell Ausserrhoden; † 24. Mai 1847 in Siegburg, Rheinprovinz) war ein schweizerisch-deutscher Pädagoge und Lyriker.

## Leben
Johann Konrad Nänny war von 1801 bis 1803 Schüler und dann Lehrer bei seinem Landsmann und Pestalozzischüler Johann Georg Gustav Tobler, dem Halbbruder des Komponisten Johann Heinrich Tobler, an der 1799 gegründeten «Zunft zu Gartner»-Schule (Toblersche Schule) in Basel. Im Sommer 1803 wurde er Mitarbeiter von Johann Heinrich Pestalozzi auf Schloss Burgdorf, wo er Gottlieb Anton Gruner kennen lernte.
Er wurde Mitarbeiter an Gruners Lehrinstitut in Heilbronn und ging 1805 mit ihm nach Frankfurt am Main, wo Gruner als Oberlehrer die Leitung der 1803 als «Probier- und Experimentierschule» gegründeten «Neuen Bürgerschule» übernahm, die 1804 in Musterschule umbenannt wurde. Gruner setzte hier erstmals an einer grösseren Schule pädagogische Konzepte im Sinne Pestalozzis um. Nänny wurde dort 1807 zum ordentlichen Lehrer ernannt. Nänny lehrte auch von 1805 bis 1819 am Philanthropin.
1809 heiratete er Friederica Jacobina Wezzel, verzichtete auf das Gemeinderecht von Herisau und das Appenzeller Landrecht und bürgerte sich in Frankfurt am Main ein.
Im September 1819 wurde er vom Gründungsdirektor des neu errichteten Königlich-Preussischen Gymnasiums (heute Gymnasium an der Stadtmauer) in Bad Kreuznach, Gerd Eilers, der ihn von seiner Frankfurter Hauslehrerzeit her kannte und schätzte, in die Stadt an der Nahe (Rhein) berufen, wo er 1819–1839 als Lehrer der Elementarklasse (Quinta) tätig war.
1839 wurde er wegen schweren Depressionen in den vorzeitigen Ruhestand versetzt und 1847 starb er in einem Sanatorium in Siegburg.

## Werk
Nänny war unter den Namen Nänny, Nanny, Nänni und Näni vor allem als Lyriker publizistisch tätig. Er schrieb empfindsame Lyrik und Gedichte über das Leben in Bad Kreuznach. Seine Gedichte erschienen in Zeitschriften und Reihen und 1833 veröffentlichte der Frankfurter Verlag Sauerländer einen umfangreichen Gedichtband. Das Gedicht «Heimweh des Schweizers» erschien im April 1808 in Achim von Arnims Zeitung für Einsiedler.
Einzelne seiner Gedichte wurden vertont: Sein Gedicht «Wunsch des Bübchens» wurde von Franz Xaver Schnyder von Wartensee als Kinderlied komponiert. Sein Gedicht «Frei und froh mit muntern Sinnen» wurde 1812 von Carl Maria von Weber vertont. Sein Liedtext «Wär’ ich ein Vögelein» ist zu einem Volkslied geworden.

## Schriften
- Kurtze Beschreibung der Friedens-Feierlichkeiten in den Städten Hanau, wie auch der allgemeinen Erleuchtung am 9. Merz 1763: nebst einem Anhang vom Lande und einiger Poesien und Aufsätzen, [Hanau-]Neustadt [1763][9]
- Gedichte. Verlag Sauerländer, Frankfurt am Main 1833.